# Маєбаши-Мару
Маєбаши-Мару (Mayebashi Maru) — транспортне судно, яке під час Другої світової війни взяло участь у операціях японських збройних сил на Філіппінах, в Індонезії, Бірмі та в архіпелазі Бісмарка.

## Передвоєнна історія
Маєбаши-Мару спорудили в 1921 році на верфі Yokohama Dock для компанії Nippon Yusen Kaisha.
https://www.wrecksite.eu/wreck.aspx?174257
У 1935-му судно продали Nanyo Kaiun.
6 жовтня 1941-го Маєбаши-Мару реквізували для потреб Імперської армії Японії.

## Вторгнення на Філіппіни
18 грудня 1941-го Маєбаши-Мару та ще 26 транспортів вийшли з Такао (наразі Гаосюн на Тайвані). Це транспортне угруповання становило перший ешелон сил вторгнення на Лусон (всього у трьох ешелонах слідувало 76 суден). 22 грудня японські сили досягли Філіппін та почали висадку в затоці Лінгайєн.

## Десант на Яву
21 січня 1942-го Маєбаши-Мару та ще 18 інших транспортів вийшли з порту Муцуре (острів Хонсю), мавши на борту 2-гу піхотну дивізію. 26 січня вони пройшли через Мако (важлива база ВМФ на Пескадорських островах у південній частині Тайванської протоки), а в лютому опинилися в бухті Камрань на узбережжі В'єтнаму, де збирались сили вторгнення на захід острова Ява.
18 лютого 1942-го Маєбаши-Мару вийшло з Камрані у складі транспортного угруповання, що складалося з 56 суден, котре 1 березня прибуло до західного завершення Яви та почало вивантаження десанту.

## Операція у Бірмі
2 квітня 1942-го Маєбаши-Мару та ще 44 інші транспорти вийшли з Сінгапуру, мавши на борту 18-ту піхотну дивізію. 7 квітня вони прибули до головного міста Бірми Рангуну та почали висадку військ.
Восени 1942-го судно виконало ще один рейс до Рангуну. Цього разу воно 14—22 жовтня здійснило перехід із Сінгапуру та доправило 1700 військовополонених, котрі мали використовуватись на примусових роботах для спорудження залізниці між Таїландом і Бірмою.

## Рейс до Рабаулу
На початку другої декади вересня 1943 судно перебувало в Манілі, звідки 13—18 вересня пройшло з конвоєм № 3112 на Палау. 28 вересня Маєбаши-Мару у складі конвою SO-805 вийшло в рейс до Рабаулу, мавши на борту 2367 військовослужбовців, зокрема маршеве поповнення для 13-го, 23-го та 45-го піхотних полків 6-ї дивізії та 229-го і 230-го піхотних полків 38-ї дивізії, а також 61-ї будівельної роти. Також судно перевозило амуніцію, 10 вантажних автомобілів, бочки з пальним, понтони та інші предмети.
Вранці 30 вересня за п'ятсот кілометрів на південний схід від Палау підводний човен Pogy торпедував і потопив Маєбаши-Мару, разом з яким загинуло 1389 військовослужбовців та 51 член екіпажу.